# Kampfgeschwader zur besonderen Verwendung 1
Le Kampfgeschwader zur besonderen Verwendung 1 (KGzbV 1) (1er escadron de combat à emploi particulier) est une unité de transport de la Luftwaffe pendant la Seconde Guerre mondiale. 

## Organisation

### Stab. Gruppe
Formé le 26 août 1939 à Stendal.

En mai 1943, le Stab./KGzbV 1 est renommé Stab/TG 1.

Geschwaderkommodore (Commandant de l'escadron) :
| Début         | Fin             | Grade  | Nom                           |
| ------------- | --------------- | ------ | ----------------------------- |
| 26 août 1939  | 1er août 1941   | Oberst | Friedrich-Wilhelm Morzik (en) |
| 1er août 1941 | 8 décembre 1941 | Oberst | Rudolf Trautvetter            |
| Décembre 1941 | 23 mars 1943    | Oberst | Otto-Lutz Förster             |
| 7 avril 1943  | Mai 1943        | Oberst | Adolf Jäckel                  |
| Janvier 1943  | 6 avril 1943    | Oberst | Karl Drewes (par intérim)     |

### I. Gruppe
Formé le 26 août 1939 à Gardelegen à partir du I./KGrzbV 1 (Kampfgruppe zur besonderen Verwendung 1) avec :
- Stab I./KGzbV 1 à partir du Stab/KGrzbV 1
- 1./KGzbV 1 à partir du 1./KGrzbV 1
- 2./KGzbV 1 à partir du 2./KGrzbV 1
- 3./KGzbV 1 à partir du 3./KGrzbV 1
- 4./KGzbV 1 à partir du 4./KGrzbV 1

En mai 1943, le I./KGzbV 1 est renommé I./TG 1 avec :
- Stab I./KGzbV 1 devient Stab I./TG 1
- 1./KGzbV 1 devient 1./TG 1
- 2./KGzbV 1 devient 2./TG 1
- 3./KGzbV 1 devient 3./TG 1
- 4./KGzbV 1 devient 4./TG 1

Gruppenkommandeure (Commandant de groupe) :
| Début            | Fin              | Grade | Nom              |
| ---------------- | ---------------- | ----- | ---------------- |
| 26 août 1939     | 22 novembre 1939 | Major | Dr Max Ziervogel |
| 22 novembre 1939 | 31 août 1940     | Major | Karl Georg Witt  |
| 31 août 1940     | 7 mai 1941       | Major | Adolf Jäckel     |
| 7 mai 1941       | Décembre 1941    | Major | Otto Förster     |
| Décembre 1941    | Février 1942     | Major | Theodor Beckmann |
| Février 1942     | Mai 1943         | Major | Maess            |

### II. Gruppe
Formé le 26 août 1939 à Stendal à partir des éléments du KGrzbV 2 (Kampfgruppe zur besonderen Verwendung 2) avec : 
- Stab II./KGzbV 1 nouvellement créé
- 5./KGzbV 1 nouvellement créé
- 6./KGzbV 1 nouvellement créé
- 7./KGzbV 1 nouvellement créé
- 8./KGzbV 1 nouvellement créé

En mai 1943, le II./KGzbV 1 est renommé II./TG 1 avec :
- Stab II./KGzbV 1 devient Stab II./TG 1
- 5./KGzbV 1 devient 5./TG 1
- 6./KGzbV 1 devient 6./TG 1
- 7./KGzbV 1 devient 7./TG 1
- 8./KGzbV 1 devient 8./TG 1

Gruppenkommandeure :
| Début        | Fin        | Grade     | Nom               |
| ------------ | ---------- | --------- | ----------------- |
| 26 août 1939 | Avril 1940 | Hauptmann | von Lindenau      |
| Avril 1940   | Avril 1941 | Major     | Karl Drewes       |
| Avril 1941   | Août 1941  | Hauptmann | Willerding        |
| Août 1941    | Mai 1943   | Hauptmann | Guido Neundlinger |

### III. Gruppe
Formé le 26 août 1939 à Stendal à partir des éléments du KGrzbV 2 (Kampfgruppe zur besonderen Verwendung 2) avec : 
- Stab III./KGzbV 1 nouvellement créé
- 9./KGzbV 1 nouvellement créé
- 10./KGzbV 1 nouvellement créé
- 11./KGzbV 1 nouvellement créé
- 12./KGzbV 1 nouvellement créé

Le III./KGzbV 1 est dissous en novembre 1939.

Reformé en mars 1940 à partir du I./KGzbV 172 avec :
- Stab III./KGzbV 1 à partir du I./KGzbV 172
- 9./KGzbV 1 à partir du 1./KGzbV 172
- 10./KGzbV 1 à partir du 2./KGzbV 172
- 11./KGzbV 1 à partir du 3./KGzbV 172
- 12./KGzbV 1 à partir du 4./KGzbV 172

En mai 1943, le III./KGzbV 1 est renommé III./TG 1 avec :
- Stab III./KGzbV 1 devient Stab III./TG 1
- 9./KGzbV 1 devient 9./TG 1
- 10./KGzbV 1 devient 10./TG 1
- 11./KGzbV 1 devient 11./TG 1
- 12./KGzbV 1 devient 12./TG 1

Gruppenkommandeure :
| Début            | Fin              | Grade     | Nom              |
| ---------------- | ---------------- | --------- | ---------------- |
| 26 août 1939     | 2 septembre 1940 | Hauptmann | Markus Zeidler   |
| 2 septembre 1940 | ?                | Major     | Starke           |
| 1942             | 1942             | Hauptmann | Schröder         |
| 15 octobre 1942  | Mai 1943         | Hauptmann | Siegfried Hagena |

### IV. Gruppe
Formé le 26 août 1939 à Liegnitz avec :
- Stab IV./KGzbV 1 nouvellement créé
- 13./KGzbV 1 nouvellement créé
- 14./KGzbV 1 nouvellement créé
- 15./KGzbV 1 nouvellement créé
- 16./KGzbV 1 nouvellement créé

Le IV./KGzbV 1 est dissous en novembre 1939.

Reformé en mars 1940 à partir du KGrzbV 10 (Kampfgruppe zur besonderen Verwendung 10) avec :
- Stab IV./KGzbV 1 à partir du Stab/KGrzbV 10
- 13./KGzbV 1 à partir du 1./KGrzbV 10
- 14./KGzbV 1 à partir du 2./KGrzbV 10
- 15./KGzbV 1 à partir du 3./KGrzbV 10
- 16./KGzbV 1 à partir du 4./KGrzbV 10

De février à avril 1942, le IV./KGzbV 1 est connu sous le nom de KGrzbV Posen.
En mai 1943, le IV./KGzbV 1 est renommé IV./TG 1 avec :
- Stab IV./KGzbV 1 devient Stab IV./TG 1
- 13./KGzbV 1 devient 13./TG 1
- 14./KGzbV 1 devient 14./TG 1
- 15./KGzbV 1 devient 15./TG 1
- 16./KGzbV 1 devient 16./TG 1

Gruppenkommandeure :
| Début           | Fin           | Grade     | Nom                  |
| --------------- | ------------- | --------- | -------------------- |
| 26 août 1939    | Novembre 1939 | Major     | Johann Janzen        |
| Mars 1940       | 1942          | Hauptmann | Theodor Beckmann     |
| 1942            | 1942          | Hauptmann | Fridolin Fath        |
| ?               | Janvier 1943  | Major     | Scheuring            |
| 16 janvier 1943 | Mai 1943      | Hauptmann | Kurt Schneidenberger |